# Cachao López

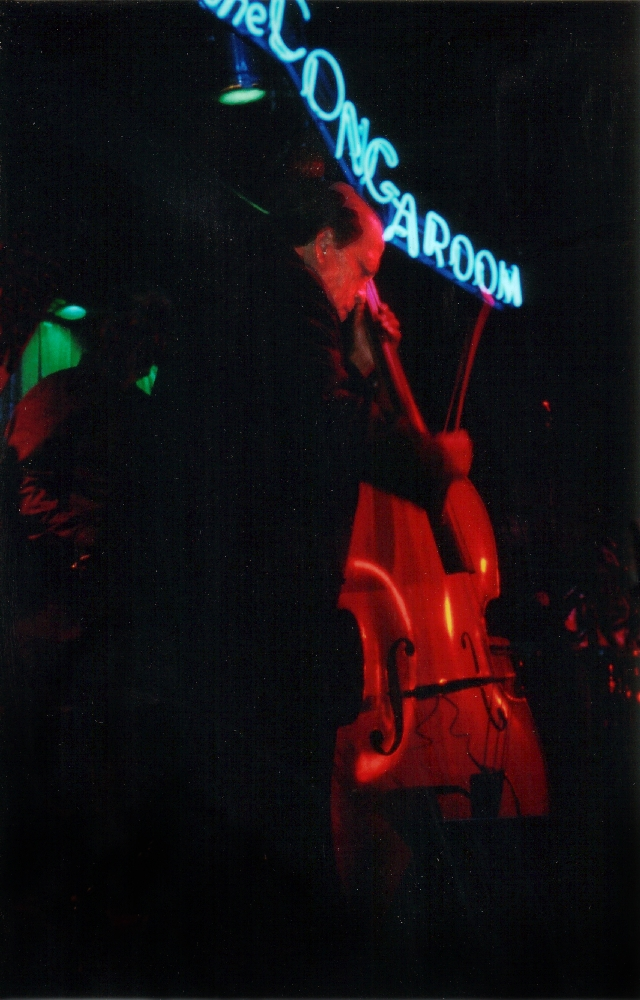
Cachao López

Israel "Cachao" López, thường gọi là Cachao, (14 tháng 9 năm 1918 – 22 tháng 3 năm 2008) là một nhạc sĩ nhạc jazz người Mỹ gốc Cuba và là người được miêu tả ông tổ của điệu nhảy mambo. Sinh trưởng tại La Habana, Cuba. Ông là người đã giúp phổ biến mambo ở Hoa Kỳ, có tên trên Đại lộ Danh vọng ở Hollywood.
Ông mất ngày 22 tháng 3 năm 2008, tại Coral Gables, Florida thọ 89 tuổi. Kết quả của bệnh suy tim kéo dài.